# Mikhail Jangel
Mikhail Kuzmitj Jangel (russisk: Михаил Кузьмич Янгель), født 25. oktober 1911, død 25. oktober 1971) var en sovjetisk raketkonstruktør. Han forskede i hypergolske brændstoffer til missiler på langtidsberedskab. Den  24. oktober 1960 undgik han Nedelinkatastrofen fordi han skulle ryge en cigaret.

## Design
- R-12 Dvina IRBM.
  - NATO-rapporteringsnavn Sandal, pentagonkode SS-4.
  - Kosmos 2 totrinsløfteraket.
- R-14 Tjusovaja IRBM (Cubakrisen).
  - NATO-rapporteringsnavn Skean, pentagonkode SS-5.
  - Førstetrin til Kosmos 3-raketten.
- R-16 ICBM (Nedelinkatastrofen)
  - NATO-rapporteringsnavn Saddler, pentagonkode SS-7.
  - Tsiklon totrinsløfteraket.
- R-36 ICBM 
  - NATO-rapporteringsnavn Scarp, pentagonkode SS-9.
  - Videreudviklet efter Jangels død til R-36M ICBM (SS-18 Satan)
    - Dnepr tretrinsløfteraket.

| Rumfart | Spire Denne artikel om rumfart er en spire som bør udbygges. Du er velkommen til at hjælpe Wikipedia ved at udvide den. |

1. ↑  Navnet er anført på engelsk og stammer fra Wikidata hvor navnet endnu ikke findes på dansk.